# Воронежское адмиралтейство

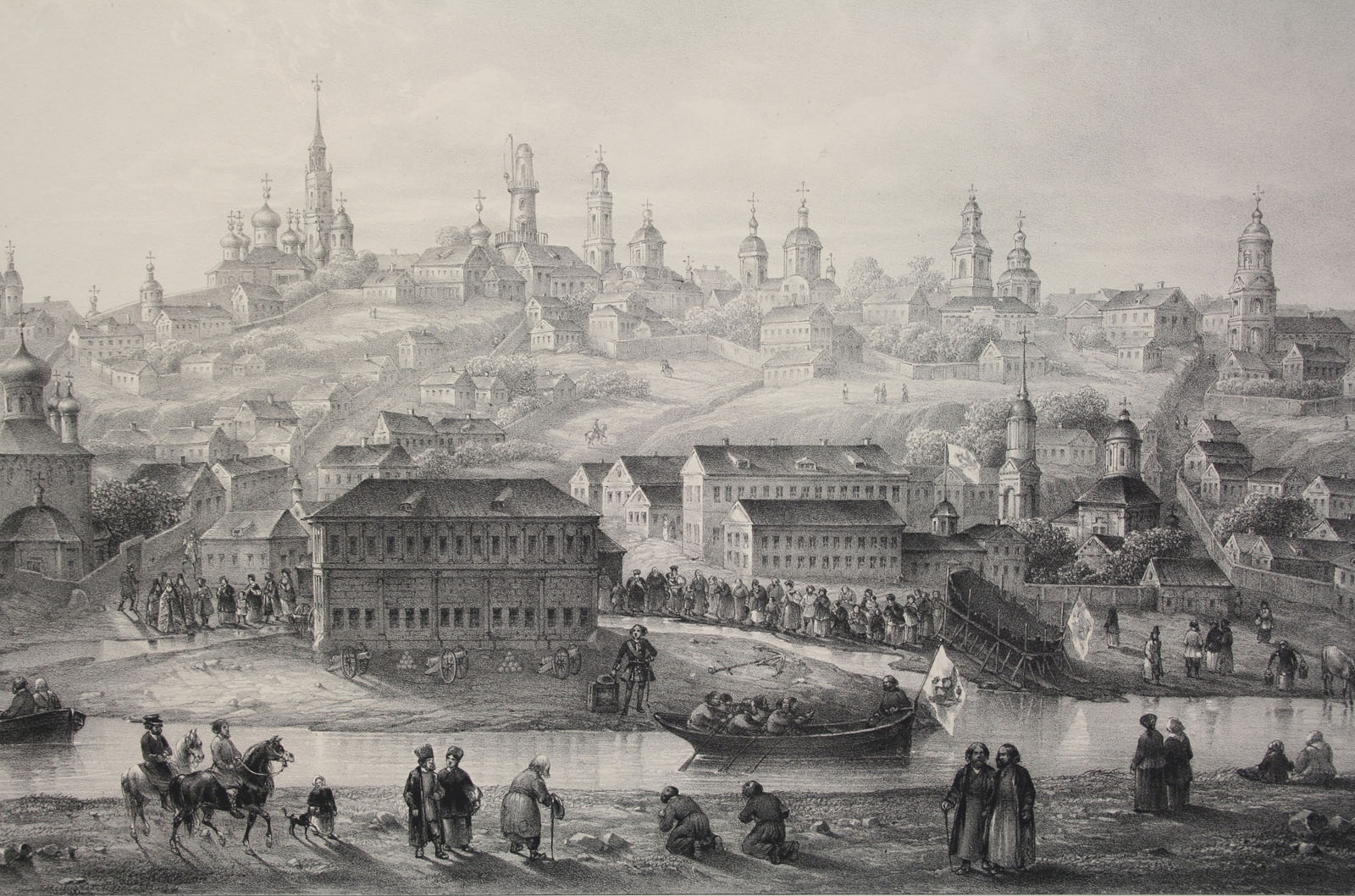
Гравюра Воронежа XVIII века.

Воро́нежское адмиралте́йство — адмиралтейство, на верфях которого в 1696—1711 годах было построено около 215 кораблей для первого в истории России регулярного армейского флота, благодаря которому удалось завоевать крепость Азов, а впоследствии подписать мирный договор с Османской империей (Турцией) для начала войны со Швецией.

## История
В связи с подготовкой Петра I к военным действиям против Османской империи ,к концу XVII века возникла необходимость в строительстве регулярного русского военно-морского флота, причём только на средства государства и с помощью отечественных специалистов.

### Постройка судов кумпанствами
Так, неэффективность строительства кораблей частными кумпанствами к 1700 году склонила правительство к мысли о необходимости строить корабли только на казённые средства. Основные недостатки строительства кораблей кумпанствами стали ясны Петру I ещё в 1698 году. Например, в письме от 28 ноября (7 декабря) 1698 года посол Священной Римской империи Гвариент сообщал в Вену: 
… Жар и восторг, с которыми приготовлялись к наступающей войне, почти охладели; Государь исключительно занят переделкою и постройкою кораблей. Дорого построенные корабли дурны и скорей годятся под купеческий груз, чем для военных действий
Другой проблемой стало скорое окончание контракта иностранных корабельных мастеров, которые могли воспользоваться этим и уехать прежде, чем закончат строительство начатых ими кораблей. Это заставило Петра I приказать оцепить Воронеж и прилегающие к нему верфи заставами. В его указе под страхом смертной казни запрещалось жителям давать лошадей кому-либо из корабельных мастеров и рабочих или подвозить их на подводах без специального на то разрешения.

#### Создание Воронежского адмиралтейства
Поэтому в 1700 году создаётся Воронежский адмиралтейский приказ (Воронежское адмиралтейство) для централизованного управления строительства кораблей в Воронеже и городах на реках Воронеж и Дон. Его руководителем Пётр I назначил Фёдора Апраксина, по словам генерала Феодосия Федоровича Веселаго — «родственник Петра, любимый и деятельный его сотрудник по морским делам… которому, кроме кораблестроения, поручено было еще заведование корабельными лесами».
Со вступлением в управление Апраксина:

 прекращена была кораблестроительная деятельность кумпанств, оказавшаяся на практике весьма неудовлетворительною. Запутанность в делах и ссоры кумпанств между собою вызвали (1700 г. 20 апреля) указ об окончательном с ними расчете и об определении постоянной суммы на содержание флота. — Веселаго Ф. Ф. Краткая история Русского Флота.

## Корабельные верфи
- Воронежская (крупнейшая) — 122 судна, в том числе 36 линейных (1696—1711 годы)
- Тавровская — 101 судно, в том числе 17 линейных (1707—1725 годы)
- Чижовская — 6 судов, в том числе 2 линейных (1698—1702 годы)
- Хопёрская — 6 судов, в том числе 2 линейных (1697—1702 годы)
- Паншинская — 4 линейных корабля (1697—1699 годы)
- Ступинская — 10 линейных кораблей (1697—1700 годы)
- Рамонская — 5 кораблей (1697—1699) и 1 судно (1702 год)
- Чертовицкая — 1 судно (1697—1699 годы)
- Коротоякская — 1 судно (1697—1700 годы)

## Корабельные мастера
Корабли на верфях Воронежского адмиралтейства строились под руководством корабельных мастеров: Осипа Ная, Федосея Скляева, Гаврилы Меньшикова и др.
Также на верфях работали:
- Лукьян Верещагин
- Выбе Геренс
- Питер Геренс
- Ричард Козенц
- Анисим Моляров — доковых дел мастер, заведовал всем «багорным и шурупным делом» в Воронежском адмиралтействе.

## Построенные корабли
На верфях Воронежского адмиралтейства были построены:
- «Гото Предестинация»
- «Ластка»
- «Скорпион»
- «Сулица»
- «Черепаха»
- «Шпага»
- и другие.

## Комментарии
1. ↑   Феодосий Федорович Веселаго военный историк — царский генерал, его книга «Краткая история Русского Флота» впервые была издана в 1895 году